# Три прелюдии и фуги для органа (Дюпре)
Три прелюдии и фуги для органа Op. 7 — произведение Марселя Дюпре, написанное в 1911—1912 годах.
Работа над всеми тремя частями была завершена композитором в Руане, там же он приватным образом исполнял их; затем последовали приватные же исполнения в Париже. При этом в кругу коллег-органистов сложилось мнение об исключительной технической сложности работы Дюпре, делающей её публикацию практически бессмысленной. В 1917 году автор с успехом исполнил все три прелюдии и фуги публично. Сочинение было впервые опубликовано в 1920 году, при публикации каждая из трёх частей получила посвящение памяти коллег-органистов: соответственно Рене Вьерна, Огюстена Барье и Жозефа Бульнуа.
Композиция произведения в целом строится на контрасте между торжественностью первой прелюдии и фуги (си мажор), умиротворённостью второй (фа минор) и оживлённостью третьей (соль минор). Тем не менее от самого Дюпре идёт традиция исполнения номеров по отдельности (Дюпре отдавал предпочтение прелюдии и фуге № 3 соль минор, регулярно исполняя в концертах на бис).